# 南斯拉夫情結

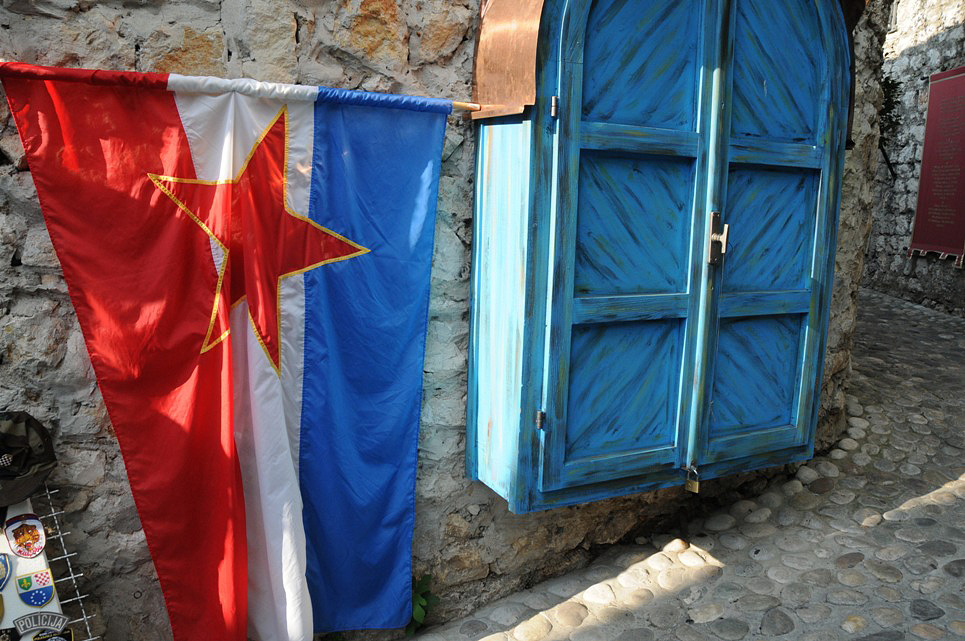
波赫莫斯塔爾街頭的南斯拉夫國旗

南斯拉夫情结（斯洛文尼亚语，马其顿语和塞尔维亚 - 克罗地亚语：jugonostalgija，југоносталгија）是一种政治和文化现象，大部分存在于前南斯拉夫即今天的波黑、克罗地亚、黑山、北马其顿、塞尔维亚和斯洛文尼亚。它指的是对过去分裂的南斯拉夫的一种情感渴望、对战争的悲伤以及再次团结的期望。许多怀念南斯拉夫的人认为巴尔干半岛上不同民族之间的团结、友爱和共存失败了，而分裂和民族主义获胜，有些人则认为如果南斯拉夫没有解体，那么他们的生活会更好。

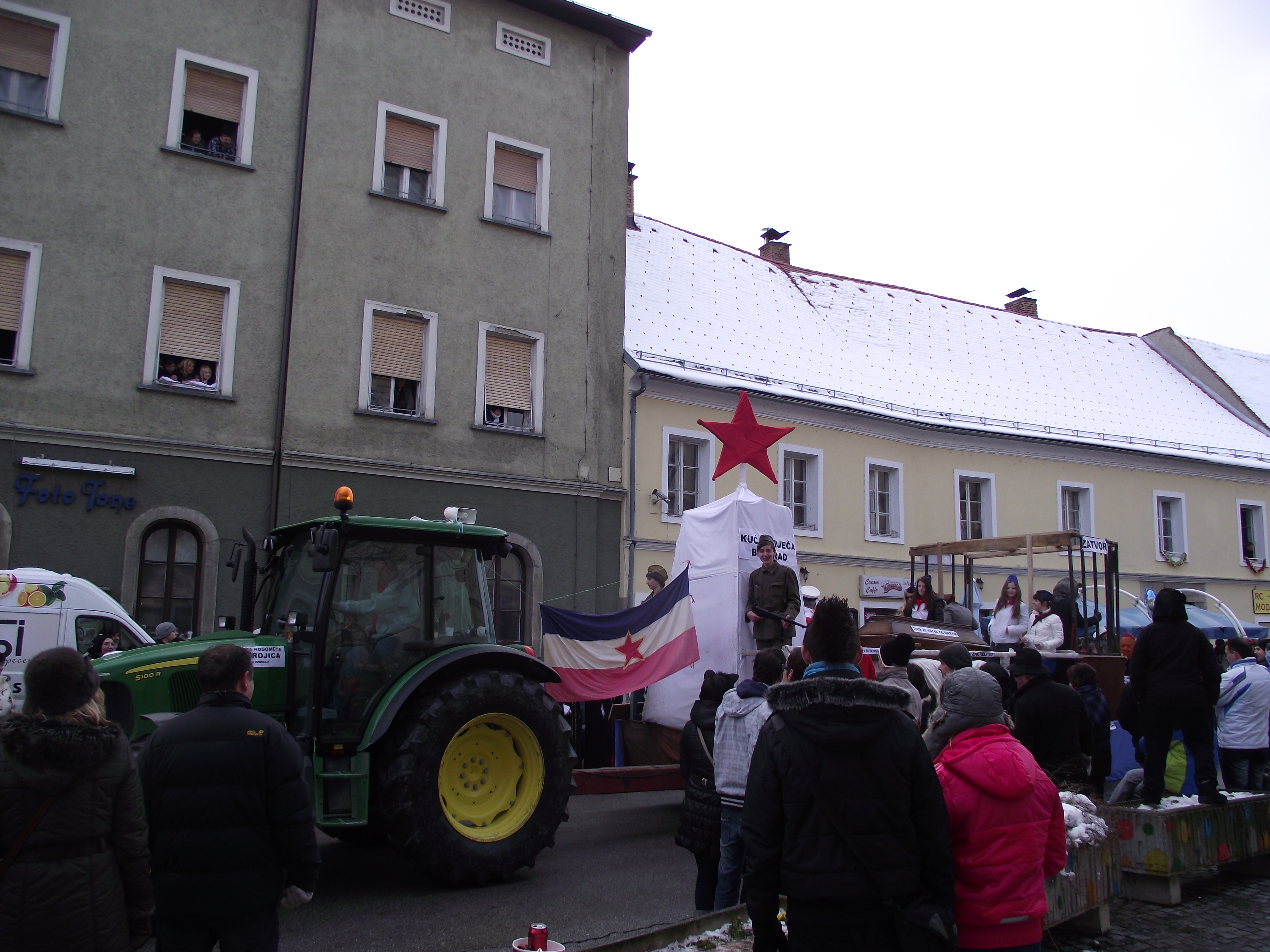
在斯洛文尼亚的节日上的南斯拉夫标志

南斯拉夫情结的文化和经济表现形式包括具有南斯拉夫或铁托主义的乐队、艺术作品、电影、戏剧表演，以及前南斯拉夫主要城市的怀旧之旅。南斯拉夫情结的概念不应与南斯拉夫主义混淆，南斯拉夫主义是南斯拉夫民族统一背后的意识形态。这些概念有一些重叠，但南斯拉夫情结更倾向于怀念南斯拉夫社会主义联邦共和国，而南斯拉夫主义和南斯拉夫统一（作为泛斯拉夫主义的一个分支）是一种心态，同样吸引南斯拉夫解体后出生的人，他们认为南斯拉夫统一可能最符合他们的国家利益。
根据2017年盖洛普的民意调查，81%的塞尔维亚人认为南斯拉夫的解体对塞尔维亚有害，而77%的波黑人、65%的黑山人和61%的马其顿人也认为南斯拉夫解体对自己国家有害。只有4%的塞尔维亚人认为南斯拉夫的解体对他们的国家有利，而只有6%的波黑人和15%的黑山人对分裂持积极态度。在克罗地亚，55%的受访者认为南斯拉夫解体是对克罗地亚有益的，有23%的人认为是有害的。在斯洛文尼亚，41%的人认为解体对斯洛文尼亚是有益的，而45%的人认为这是有害的。支持南斯拉夫解体的人最多的是科索沃，科索沃于2008年宣布独立，75%的人表示分裂是有益的，只有10%的人对此感到遗憾。

## 意义

### 积极意义

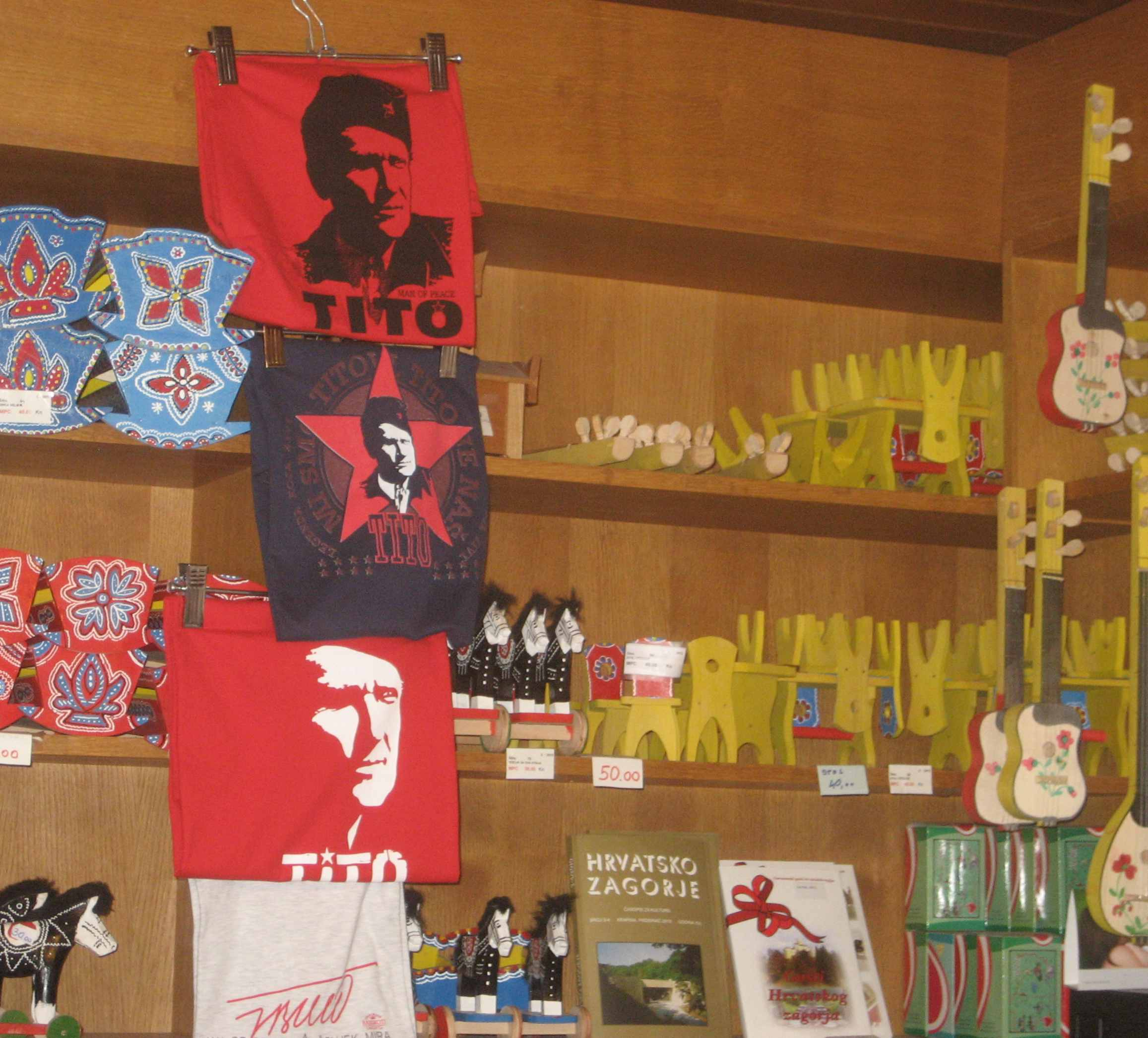
在库姆罗韦茨的商店出售了关于铁托的纪念品

从积极意义上讲，南斯拉夫怀情结指对南斯拉夫社会主义联邦共和国的主观和客观理想方面的怀旧情感。这些怀旧情感包括经济、民族团结意识，社会主义意识形态，多元文化、国际主义和不结盟、历史、习俗和传统，以及更有益的生活方式。然而，这些积极的方面与南斯拉夫解体后，在其他国家中则不在体现，其中许多国家仍然受到南斯拉夫战争后果的负担，包括内战、社会不稳定、经济困难、贪污腐败、收入不平等、犯罪率上升和生活水平下降。这些诞生于南斯拉夫解体后的问题使得许多前南斯拉夫国家的群众开始怀念南斯拉夫时代。

### 负面意义
从消极的意义讲，在南斯拉夫解体后，这个词被解体后新政权的支持者用来将他们的批评者描绘成不合时宜、不切实际、不爱国和潜在的叛徒。特别是在南斯拉夫战争期间和之后，一些国家的官员和媒体使用这个形容词来批评和诋毁某些政治反对者。事实上，“南斯拉夫情结”一词很可能最初正是为此目的而创造的，在南斯拉夫社会主义联邦共和国解体后不久，在政府控制的媒体中，例如在克罗地亚，南斯拉夫情结作为一个出于政治动机的贬义标签出现。
根据杜布拉芙卡·乌格雷希奇的说法，“南斯拉夫情结”经常被用来批评和诋毁一个人是公敌和叛徒。而杜布拉芙卡·乌格雷希奇本人因为在南斯拉夫内战时批评分裂主义和战争而被舆论攻击。

## 发展和现状
在整个1990年代南斯拉夫最初解体之后，黑山和塞尔维亚从1992年至2006年继续作为南斯拉夫联盟共和国组成国家联盟，但是被简称为塞尔维亚和黑山，直到2006年解体。 南斯拉夫解体后，该地区自认为的南斯拉夫人的人数达到了历史最低水平。前南斯拉夫的官方语言塞尔维亚 - 克罗地亚语不再是任何国家的官方语言。关于该语言的研究和著作很少，也没有一个标准化的机构。
如今，南斯拉夫情结正在前南斯拉夫国家卷土重来。在伏伊伏丁那的苏博蒂察，有人人建立了关于铁托主义和南斯拉夫的主题公园。而在克罗地亚克拉皮纳-扎戈列县的库姆罗韦茨（铁托出生地）和铁托的陵墓——花宫，在青年节（铁托生日），许多来自前南斯拉夫国家的群众长途跋涉来到这里纪念和怀念前南斯拉夫。

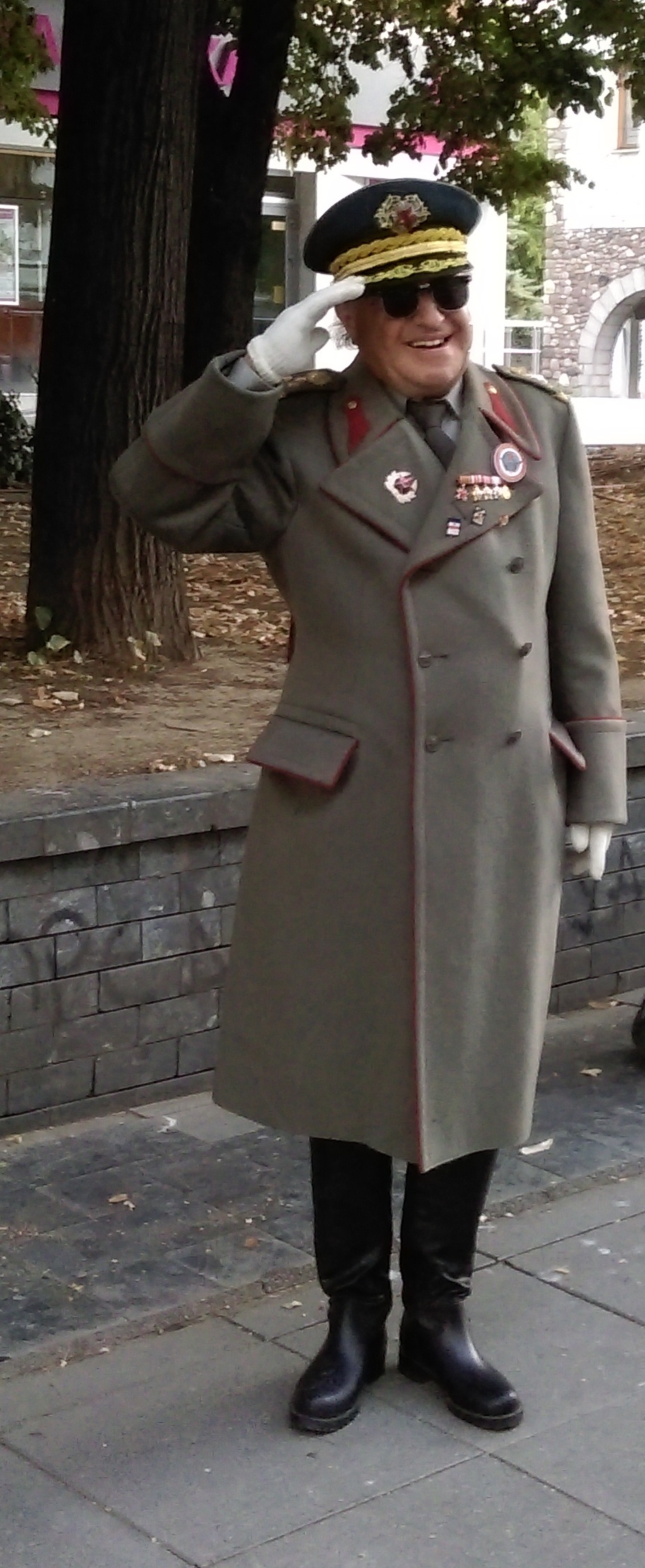
在斯科普里的铁托模仿者

在克罗地亚，“南斯拉夫联盟 （页面存档备份，存于）”（Savez Jugoslavena）于2010年在克罗地亚首都萨格勒布成立，该协会旨在团结在克罗地亚的南斯拉夫人，不分宗教，性别，政治或其他观点。其主要目标是在每个南斯拉夫继承国中正式承认南斯拉夫民族。另一个倡导南斯拉夫主义的组织是在2009年成立的“我们的南斯拉夫 （页面存档备份，存于）”协会（Udruženje“Naša Jugoslavija”），位于普拉，是克罗地亚正式注册的组织。该协会在里耶卡、萨格勒布和普拉等城市拥有很多成员。其主要目的是稳定南斯拉夫继承国之间的关系。它在波斯尼亚和黑塞哥维那也很活跃，但是，波斯尼亚国家当局拒绝将其正式注册为一个协会。黑山最著名的南斯拉夫组织可能是“南斯拉夫总领事馆”，总部设在沿海城市蒂瓦特。在2011年人口普查之前，该组织的主席马尔科·佩尔科维奇（Marko Perković）呼吁黑山的南斯拉夫人在即将举行的人口普查中宣布他们的南斯拉夫身份。
南斯拉夫情结在移民的前南斯拉夫人中占有一席之地，最突出的是在美国、加拿大和澳大利亚。他们被描述为“分散在世界各地，没有家园”或“有朝一日返回家园的希望”。

## 统一

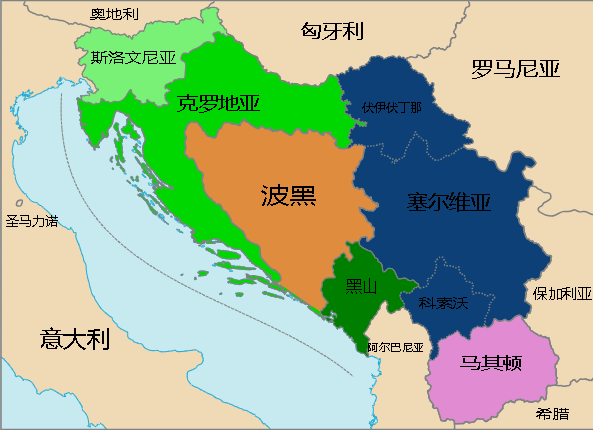
现如今的南斯拉夫

南斯拉夫统一是指部分前加盟共和国统一的想法。尽管有些人呼吁重组南斯拉夫，但是如今想要重现南斯拉夫这个国家不太可能，因为南斯拉夫解体后，前南斯拉夫国家已经巩固了其自身的独立并且经过了几十年的发展，每个前南斯拉夫国家的发展都不大相同，因此统一的愿景不太可能实现。